# Kristian Karlsson
Kristian Gunnar Karlsson (Trollhättan, 6 de agosto de 1991) es un deportista sueco que compite en tenis de mesa.
Participó en tres Juegos Olímpicos de Verano, entre los años 2016 y 2024, obteniendo una medalla de plata en París 2024, en la prueba de equipo, y el quinto lugar en Tokio 2020, en la misma prueba.
Ganó dos medallas en el Campeonato Mundial de Tenis de Mesa, en los años 2018 y 2021, y once medallas en el Campeonato Europeo de Tenis de Mesa entre los años 2012 y 2024.
En los Juegos Europeos consiguió dos medallas, plata en Minsk 2019 y plata en Cracovia 2023, ambas en la prueba de equipo.

## Palmarés internacional
| Juegos Olímpicos   | Juegos Olímpicos         | Juegos Olímpicos  | Juegos Olímpicos |
| Año                | Lugar                    | Medalla           | Prueba           |
| ------------------ | ------------------------ | ----------------- | ---------------- |
| 2024               | París (Francia)          | Medalla de plata  | Equipo           |
| Campeonato Mundial |                          |                   |                  |
| Año                | Lugar                    | Medalla           | Prueba           |
| 2018               | Halmstad (Suecia)        | Medalla de bronce | Equipo           |
| 2021               | Houston (Estados Unidos) | Medalla de oro    | Dobles           |
| Juegos Europeos    |                          |                   |                  |
| Año                | Lugar                    | Medalla           | Prueba           |
| 2019               | Minsk (Bielorrusia)      | Medalla de plata  | Equipo           |
| 2023               | Cracovia (Polonia)       | Medalla de plata  | Equipo           |
| Campeonato Europeo |                          |                   |                  |
| Año                | Lugar                    | Medalla           | Prueba           |
| 2012               | Herning (Dinamarca)      | Medalla de plata  | Dobles           |
| 2014               | Lisboa (Portugal)        | Medalla de bronce | Equipo           |
| 2015               | Ekaterimburgo (Rusia)    | Medalla de bronce | Dobles           |
| 2016               | Budapest (Hungría)       | Medalla de bronce | Dobles           |
| 2018               | Alicante (España)        | Medalla de plata  | Dobles           |
| 2018               | Alicante (España)        | Medalla de bronce | Individual       |
| 2019               | Nantes (Francia)         | Medalla de bronce | Equipo           |
| 2022               | Múnich (Alemania)        | Medalla de oro    | Dobles           |
| 2022               | Múnich (Alemania)        | Medalla de bronce | Individual       |
| 2023               | Malmö (Suecia)           | Medalla de oro    | Equipo           |
| 2024               | Linz (Austria)           | Medalla de bronce | Dobles           |